# Répliques aux offusqués
Albums de Sans Pression
514-50 dans mon réseau 13 Deep
Répliques aux offusqués est un album du rappeur québécois Sans Pression, sorti en 2003. Bien accueilli par la critique, l'album confirme le rappeur dans la maîtrise de son art.

## Historique
L'album est conçu dans une période de tension entre les deux membres originaux du duo. Ti-Kid quitte le projet et SP, alias Kamenga Mbikay, fait dorénavant cavalier seul. Mbikay traverse alors une période trouble sur le plan personnel : son frère meurt, il doit combattre une dépendance à l'alcool et doit s'occuper de son enfant. Sur le point de délaisser le rap, il est frappé par l'inspiration à l'écoute de Lose Yourself d'Eminem, qui le pousse à recommencer à écrire des textes. 
La sortie de l'album, d'abord promise pour 2001, est retardée maintes fois jusqu'au 26 mai 2003. Le report du lancement devient même un gag récurrent dans l'industrie musicale,.

## Parution et accueil

### Accueil critique
L'album est généralement très bien accueilli. On apprécie généralement les textes incisifs,  et la qualité des arrangements musicaux,. Dans La Tribune, on affirme même que la réalisation de l'album « fait évoluer son genre ». 
Philippe Renaud de La Presse consacre Répliques aux offusqués comme étant « l'album le plus abouti du hip hop montréalais ».  Éric Moreault du Soleil reprend la même formule en d'autres termes : pour lui, l'album est « ce qui s'est endisqué de plus accompli dans le hip-hop québécois ». Éric Parazelli du Voir abonde dans le même sens : le nouvel opus de Sans Pression est « rien de moins que l’un des disques les mieux équilibrés de la courte histoire du rap québécois », montrant une « authentique maturité tant sur le plan des textes que de la réalisation musicale ». 

### Succès et classements
Sans Pression est consacré « artiste du mois » par la chaîne musicale MusiquePlus en novembre 2003. Il est nommé artiste populaire de l'année 2004 au gala Montréal-Underground.
Contrairement au premier opus du rappeur, Répliques aux offusqués ne récolte pas de nomination au gala de l'ADISQ. Les récipiendaires du prix Félix de l'album hip hop de l'année, Loco Locass, remettent néanmoins leur trophée au rappeur laissé de côté en guise d'hommage,.
L'album figure au palmarès des ventes de disque dès le 7 juin 2003. Il fait son entrée en 6e position chez les artistes francophones, et demeure dans le top-30 pendant quatre semaines.

## Fiche technique

### Liste des chansons
| No  | Titre                         | Durée |
| --- | ----------------------------- | ----- |
| 1.  | Intro                         | 01:37 |
| 2.  | Pas le choix de foncer        | 04:35 |
| 3.  | Trop de stress                | 04:40 |
| 4.  | Derrière mon sourire          | 04:36 |
| 5.  | Every Day                     | 05:24 |
| 6.  | La Réplique aux offusqués     | 04:51 |
| 7.  | Je fais pleurer mon feutre    | 05:43 |
| 8.  | Ti Moun                       | 05:50 |
| 9.  | Bad News                      | 02:06 |
| 10. | Le plus cruel                 | 04:52 |
| 11. | Depuis toujours               | 04:36 |
| 12. | Souverains dans le souterrain | 04:05 |
| 13. | Ça cogne fort                 | 05:10 |
| 14. | Cimetière des CDs             | 05:45 |
| 15. | Boogie Nights                 | 03:55 |
| 16. | L'Origine du grabuge          | 05:19 |
| 17. | Outro                         | 01:12 |